# VV Steenwijk
VV Steenwijk is een amateurvoetbalvereniging uit Steenwijk, gemeente Steenwijkerland, Overijssel, Nederland.

## Algemeen
De vereniging werd op 12 april 1912 opgericht als Klein Maar Dapper (KMD). In 1917 wijzigde de naam in Rood Wit en in 1921 tot VV Steenwijk.
Accommodatie
Het "Sportpark de Nieuwe Gagels" heeft drie wedstrijdvelden en een trainingsveld met uitsluitend natuurgras. Als enige club in Steenwijkerland heeft de vereniging de beschikking over een tribune. Op het terrein van de Roodwitters worden regelmatig jeugdteams van de KNVB verwelkomd. In 2008 waren de nationale vrouwenteams van Denemarken onder-19 en onder-16 te gast.

## Standaardelftal
Het standaardelftal speelt in het seizoen 2023/24 in de Vierde klasse zaterdag van het KNVB-district Noord. Het maakte in het seizoen 2021/2022 de overstap van het zondag- naar het zaterdagvoetbal, waarbij het instroomde op het laagste niveau in dit district.
Het standaardzondagelftal speelde laatstelijk in het seizoen 2020/21 in de Derde klasse van Noord.
Zondagelftal
Voorheen kwam de club ook onder de namen Dijka Steenwijk en Steenwijk/TimeOut Sport uit in competitieverband.
In 1978 promoveerde dit elftal naar de Hoofdklasse, de hoogst bereikte klasse. Het verblijf hierin duurde vijf seizoenen. Tegenstanders kwamen vaak met knikkende knieën naar Steenwijk vanwege de grote schare fanatieke supporters en het aanvallende voetbalspel van de roodwitters.
In het seizoen 2016/17 daalde het standaardelftal middels drie opeenvolgende degradaties af naar de Vierde klasse. Dit was na 50 seizoenen in een hogere klasse -Hoofdklasse (5), Eerste klasse (7), Tweede klasse (23) en Derde klasse (15)- te hebben gespeeld. In het seizoen 2018/19 volgde via de nacompetitie promotie naar de Derde klasse.

### Competitieresultaten zaterdag
| 12 5A |

|  |

|  |

|  |

| 5G |

| Vijfde klasse |

### Erelijst zondag
kampioen Eerste klasse: 1978
kampioen Tweede klasse: 1977, 2000, 2012
kampioen Derde klasse: 1931, 1935, 1947, 1952, 1970, 1993, 2010
kampioen Vierde klasse: 1967
winnaar Districtsbeker Noord: 1978, 1984

### Competitieresultaten zondag 1922–2021
| 2 3B |

| 2 3B |

| 4 3C |

| 3 3C |

| 2 3A |

| 6 3A |

| 4 3A |

| 5 3B |

| 3 3B |

| 1 3A |

| 2 3A |

| 5 3A |

| 5 3A |

| 1 3A |

| 10 2A |

| 5 2A |

| 5 2A |

| 7 2A |

| 5 C |

| 9 2A |

| 10 2A |

| 2 3C |

|  |

|  |

| 2 3C |

| 1 3B |

| 7 2A |

| 2 2A |

| 9 2A |

| 9 2A |

| 1 3A |

| 2 3A |

| 7 3A |

| 4 3A |

| 3 3A |

| 6 3A |

| 8 3A |

| 7 3A |

| 11 3A |

| 5 3A |

| 2 3A |

| 5 3A |

| 11 3A |

| 4 4B |

| 2 4B |

| 1 4B |

| 8 3A |

| 5 3A |

| 1 3A |

| 5 2A |

| 3 2A |

| 4 2A |

| 7 2A |

| 3 2A |

| 7 2A |

| 1 2A |

| 1 1C |

| 8 B |

| 11 B |

| 6 B |

| 10 B |

| 13 B |

| 7 1C |

| 7 1C |

| 12 1C |

| 11 2B |

| 3 3A |

| 5 3A |

| 8 3A |

| 3 3A |

| 7 3A |

| 1 3A |

| 7 2A |

| 8 2A |

| 7 2A |

| 4 2K |

| 5 2K |

| 5 2L |

| 1 2L |

| 11 1F |

| 2 2L |

| 8 2L |

| 12 2L |

| 2 3D |

| 4 3D |

| 2 3D |

| 10 2L |

| 10 3B |

| 1 3B |

| 8 2K |

| 1 2K |

| 10 1F |

| 10 1F |

| 14 1F |

| 13 2K |

| 11 3D |

| 6 4E |

| 2 4A |

| -- 3D |

| -- 3D |

1952: in de strijd met 3e klasse kampioenen Asser Boys (3B), VV Eext (3C) en VV ZNC (3D) om twee plaatsen in de 2e klasse promoveerden Asser Boys en Eext.
| Hoofdklasse | Eerste klasse | Tweede klasse | Derde klasse | Vierde klasse | Noodcompetitie |

In elke staaf van de grafiek staat van boven naar beneden vermeld: 
- Eindnotering

Dit is de positie die de club heeft bereikt in de competitie, zonder eventuele beslissings-, play-off- of nacompetitiewedstrijden die nodig zijn geweest om bijvoorbeeld de kampioen van de competitie te bepalen.
Indien een * achter het getal staat is de notering een tussenstand en kan het zijn dat de notering niet overeenkomt met de uiteindelijke eindstand van de competitie.
Staat er een - dan is het seizoen nog bezig en is er geen definitieve uitslag bekend.
Staat er xx op de positie van de notering, dan heeft de club vroegtijdig de competitie verlaten. Dit kan onder andere komen door terugtrekking van het team, faillissement van de club of door een uitgedeelde straf van de KNVB. In veel gevallen staat elders in het artikel de reden vermeld.
Staat er een ? dan is het resultaat uit het verleden onbekend, en is alleen de competitie of het niveau bekend van dat seizoen.
In de seizoenen 2019/20 en 2020/21 werd wegens de coronacrisis het amateurvoetbal afgebroken. Daardoor kennen deze staven geen eindklassering (middels -- weergegeven).
- Competitieniveau en afdelingsletter of Officiële eindstand Eredivisie
  - Competitieniveau en afdelingsletter

Hierbij geeft het getal het niveau weer, dat ook terug te vinden is in de legenda. De letter is de afdelingsaanduiding en wordt gebruikt wanneer er meer afdelingen zijn op hetzelfde niveau. De afdelingsletter is altijd een hoofdletter en wordt meestal zonder nummer gebruikt.
Voorbeeld: 2F is niveau 2e klasse competitie F.
Het competitieniveau en nummer wordt niet vermeld wanneer er slechts één competitie van dit niveau was.
  - Officiële eindstand Eredivisie (getal staat tussen haakjes vermeld)

Sinds de introductie van play-offwedstrijden voor Europees voetbal na afloop van de reguliere competitie in 2005/06, is de KNVB verplicht een eindstand van de Eredivisie door te geven aan de UEFA aan de hand van deze play-offwedstrijden.
Bij deze eindstand staan clubs die zich hebben gekwalificeerd voor Europees voetbal hoger dan clubs die zich niet wisten te kwalificeren. Indien er geen verschil was tussen de eindnotering en de officiële eindstand, staat dit getal niet vermeld.

- Onderafdeling

Hier staat afgekort de naam van de onderafdeling indien de club in dat jaar in een onderafdeling uitkwam. Tevens staat deze afkorting in de legenda en wordt gelinkt naar het artikel over deze onderafdeling. Deze afkorting wordt alleen vermeld wanneer de club in het verleden in verschillende onderafdelingen heeft gespeeld. Deze vermelding is in de staaf altijd in kleine letters. Deze onderafdelingen zijn na het seizoen 1995/96 afgeschaft. Heeft de club in slechts één onderafdeling gespeeld, dan is dit alleen terug te vinden in de legenda.
Onder de staaf staat het jaartal vermeld waarin het seizoen is afgesloten. 15 verwijst naar het seizoen 2014/15 of eventueel het seizoen 1914/15.
Wanneer een staaf leeg is, zijn deze gegevens niet bekend. Het kan ook zijn dat de club dat seizoen niet heeft meegespeeld op het hogere amateurniveau, vroegtijdig de competitie heeft verlaten of uit de competitie is gezet.

In het seizoen 1944/45 was er wegens de Tweede Wereldoorlog geen regulier competitievoetbal.

## Bekende (oud-)spelers
- Luc Bijker
- Foppe de Haan
- Kees Kist
- Jan Schulting
- Wiljan Vloet

VV Blankenham · SV Blokzijl · SV Giethoorn SE · VV Kuinre · FC Oldemarkt · Olde Veste '54 · VV Oranje Zwart · VV Scheerwolde · VV Steenwijk · VV Steenwijker Boys · SV Steenwijkerwold · SVBS '77 · SV VENO · VHK · VV Willemsoord